# Veikkausliiga 2015
Die Veikkausliiga 2015 war die 26. Spielzeit der höchsten finnischen Spielklasse im Fußball der Männer unter diesem Namen sowie die 85. Saison seit deren Einführung im Jahre 1930. Die Saison startete am 12. April und endete am 25. Oktober 2015.
Meister wurde zum ersten Mal Seinäjoen JK. Der Verein war erst ein Jahr zuvor in die Veikkausliiga aufgestiegen.  Neu in die Veikkausliiga aufgestiegen waren Helsingfors IFK, FC KTP Kotka und Tampereen Ilves. Kotka und Ilves nahmen als Ersatz für den FC Honka Espoo und Myllykosken Pallo -47 teil, die beide keine Lizenz für die erste Liga erhielten.

## Modus
Die Meisterschaft wurde in einer Dreifachrunde ausgespielt. Jede Mannschaft bestritt somit 33 Saisonspiele. Der Tabellenletzte stieg direkt ab, der Vorletzte musste in die Relegation.

## Teilnehmende Mannschaften
| Verein                       | Stadt     | Stadion                 | Kapazität |
| ---------------------------- | --------- | ----------------------- | --------- |
| FC KTP Kotka                 | Kotka     | Arto Tolsa Areena       | 04.780    |
| FC Lahti                     | Lahti     | Stadion Lahti           | 14.465    |
| FF Jaro                      | Jakobstad | Jakobstads centralplan  | 04.600    |
| Helsingfors IFK HJK Helsinki | Helsinki  | Sonera Stadium          | 10.770    |
| IFK Mariehamn                | Mariehamn | Wiklöf Holding Arena    | 05.637    |
| Inter Turku                  | Turku     | Veritas-Stadion         | 09.372    |
| Kuopion PS                   | Kuopio    | Magnum Areena           | 04.700    |
| Rovaniemi PS                 | Rovaniemi | Rovaniemen keskuskenttä | 04.768    |
| Seinäjoen JK                 | Seinäjoki | OmaSP Stadion           | 06.000    |
| Ilves Tampere                | Tampere   | Tammela Stadion         | 05.040    |
| Vaasan PS                    | Vaasa     | Hietalahti Stadion      | 04.600    |

## Abschlusstabelle
| Pl. | Verein              | Sp. | S  | U  | N  | Tore    | Diff. | Punkte |
| --- | ------------------- | --- | -- | -- | -- | ------- | ----- | ------ |
| 1.  | Seinäjoen JK        | 33  | 18 | 6  | 9  | 050:220 | +28   | 60     |
| 2.  | Rovaniemi PS        | 33  | 17 | 8  | 8  | 044:290 | +15   | 59     |
| 3.  | HJK Helsinki (M, P) | 33  | 16 | 10 | 7  | 045:300 | +15   | 58     |
| 4.  | Inter Turku         | 33  | 13 | 10 | 10 | 045:350 | +10   | 49     |
| 5.  | FC Lahti            | 33  | 12 | 12 | 9  | 038:360 | +2    | 48     |
| 6.  | IFK Mariehamn       | 33  | 11 | 12 | 10 | 030:360 | −6    | 45     |
| 7.  | Helsingfors IFK (N) | 33  | 10 | 13 | 10 | 042:420 | ±0    | 43     |
| 8.  | Ilves Tampere (N)   | 33  | 11 | 7  | 15 | 032:480 | −16   | 40     |
| 9.  | Kuopion PS          | 33  | 9  | 11 | 13 | 032:400 | −8    | 38     |
| 10. | Vaasan PS           | 33  | 8  | 9  | 16 | 036:430 | −7    | 33     |
| 11. | FC KTP Kotka (N)    | 33  | 7  | 11 | 15 | 027:440 | −17   | 32     |
| 12. | FF Jaro             | 33  | 6  | 11 | 16 | 027:430 | −16   | 29     |

Platzierungskriterien: 1. Punkte – 2. Tordifferenz – 3. geschossene Tore

| (M) | amtierender Meister     |
| (P) | amtierender Pokalsieger |
| (N) | Neuaufsteiger           |

## Kreuztabelle
| Spieltage 1–22  | Seinäjoen JK | Rovaniemi PS | HJK Helsinki | Inter Turku | FC Lahti | IFK Mariehamn | Helsingfors IFK | Ilves Tampere | Kuopion PS | Vaasan PS | FC KTP Kotka | FF Jaro |
| --------------- | ------------ | ------------ | ------------ | ----------- | -------- | ------------- | --------------- | ------------- | ---------- | --------- | ------------ | ------- |
| Seinäjoen JK    |              | 1:0          | 1:2          | 0:1         | 0:0      | 4:0           | 2:0             | 3:0           | 1:0        | 2:0       | 1:0          | 2:0     |
| Rovaniemi PS    | 2:0          |              | 1:3          | 0:4         | 1:2      | 1:1           | 2:0             | 4:1           | 1:0        | 1:0       | 4:0          | 0:0     |
| HJK Helsinki    | 3:1          | 0:2          |              | 2:0         | 1:1      | 1:0           | 1:1             | 2:1           | 1:1        | 1:0       | 1:0          | 3:0     |
| Inter Turku     | 1:1          | 2:0          | 3:0          |             | 0:2      | 1:1           | 3:1             | 3:1           | 3:1        | 1:1       | 4:1          | 2:0     |
| FC Lahti        | 1:0          | 1:2          | 0:0          | 1:1         |          | 0:1           | 2:0             | 3:1           | 1:0        | 0:0       | 1:1          | 1:1     |
| IFK Mariehamn   | 0:3          | 1:0          | 0:2          | 0:2         | 0:2      |               | 1:1             | 2:0           | 1:1        | 2:0       | 2:1          | 4:3     |
| Helsingfors IFK | 1:0          | 1:1          | 1:1          | 2:1         | 3:3      | 1:1           |                 | 2:2           | 1:1        | 3:0       | 0:0          | 3:2     |
| Ilves Tampere   | 0:0          | 0:1          | 1:1          | 1:0         | 2:1      | 1:3           | 1:1             |               | 1:0        | 1:3       | 0:0          | 1:0     |
| Kuopion PS      | 1:1          | 3:0          | 1:0          | 1:1         | 0:3      | 0:0           | 2:0             | 1:2           |            | 1:0       | 1:1          | 1:3     |
| Vaasan PS       | 1:3          | 1:1          | 2:2          | 3:0         | 3:1      | 0:1           | 0:2             | 2:3           | 2:2        |           | 1:1          | 1:2     |
| FC KTP Kotka    | 0:0          | 0:0          | 1:1          | 4:1         | 0:0      | 0:2           | 1:2             | 1:2           | 0:1        | 3:2       |              | 1:0     |
| FF Jaro         | 0:1          | 1:2          | 1:1          | 0:0         | 1:1      | 1:1           | 0:2             | 3:1           | 1:1        | 2:1       | 0:2          |         |

| Spieltage 23–33 | Seinäjoen JK | Rovaniemi PS | HJK Helsinki | Inter Turku | FC Lahti | IFK Mariehamn | Helsingfors IFK | Ilves Tampere | Kuopion PS | Vaasan PS | KTP Kotka | FF Jaro |
| --------------- | ------------ | ------------ | ------------ | ----------- | -------- | ------------- | --------------- | ------------- | ---------- | --------- | --------- | ------- |
| Seinäjoen JK    |              | 0:1          | 3:0          | –           | –        | –             | 4:1             | 2:1           | 5:0        | 3:2       | –         | –       |
| Rovaniemi PS    | –            |              | 2:1          | 1:1         | –        | –             | –               | 0:0           | 2:1        | 2:1       | –         | –       |
| HJK Helsinki    | –            | –            |              | 0:2         | 1:0      | 4:0           | 1:1             | –             | –          | –         | 2:1       | 4:0     |
| Inter Turku     | 0:2          | –            | –            |             | –        | 1:1           | –               | 1:2           | –          | –         | 3:0       | 1:0     |
| FC Lahti        | 1:0          | 1:4          | –            | 3:1         |          | 0:0           | 0:5             | –             | –          | –         | 3:2       | –       |
| IFK Mariehamn   | 1:1          | 1:0          | –            | –           | –        |               | 1:0             | 0:0           | 2:3        | –         | 0:1       | –       |
| Helsingfors IFK | –            | 1:1          | –            | 2:0         | –        | –             |                 | –             | 1:3        | 0:3       | –         | 0:0     |
| Ilves Tampere   | –            | –            | 1:0          | –           | 1:2      | –             | 1:3             |               | 1:0        | –         | 2:0       | –       |
| Kuopion PS      | –            | –            | 0:1          | 1:1         | 1:0      | –             | –               | –             |            | 0:0       | –         | 2:0     |
| Vaasan PS       | –            | –            | 1:2          | 0:0         | 2:0      | 1:0           | –               | 1:0           | –          |           | –         | 2:1     |
| FC KTP Kotka    | 1:3          | 0:4          | –            | –           | –        | –             | 1:0             | –             | 3:1        | 0:0       |           | –       |
| FF Jaro         | 1:0          | 0:1          | –            | –           | 1:1      | 0:0           | –               | 3:0           | –          | –         | 0:0       |         |

## Relegation
Der 11. der Veikkausliiga 2015 spielte gegen den 2. der Ykkönen 2015. Das Hinspiel fand am 28. und das Rückspiel am 31. Oktober 2015 statt. Der Sieger qualifizierte sich für die Veikkausliiga 2016.
|              | Gesamt |              | Hinspiel | Rückspiel |
| ------------ | ------ | ------------ | -------- | --------- |
| PK-35 Vantaa | 3:2    | FC KTP Kotka | 0:0      | 3:2       |

## Torschützenliste
Bei gleicher Anzahl von Treffern sind die Spieler alphabetisch geordnet.
| Platz | Spieler         | Mannschaft      | Tore |
| ----- | --------------- | --------------- | ---- |
| 01.   | Aleksandr Kokko | Rovaniemi PS    | 17   |
| 02.   | Juho Mäkelä     | Vaasan PS       | 16   |
| 03.   | Akseli Pelvas   | Seinäjoen JK    | 14   |
| 04.   | Matheus Alves   | FC Lahti        | 12   |
| 05.   | Mika Lahtinen   | Ilves Tampere   | 10   |
| 06.   | Pekka Sihvola   | Helsingfors IFK | 09   |
| 07.   | Dever Orgill    | IFK Mariehamn   | 08   |
| 07.   | Roope Riski     | Seinäjoen JK    | 08   |
| 07.   | Demba Savage    | HJK Helsinki    | 08   |
| 07.   | Atomu Tanaka    | HJK Helsinki    | 08   |
| 07.   | Erfan Zeneli    | HJK Helsinki    | 08   |